# Ronald Decocq
Ronald 'Ronaldinho' Decocq (30 september 1994) is een personage uit de televisiereeks F.C. De Kampioenen. Ronald wordt gespeeld door Niels Destadsbader en is te zien vanaf reeks 20.

## Personage
Ronald Decocq is de enige zoon van Goedele Decocq en Oscar Crucke, zijn stiefvader is Balthasar Boma. Via zijn vader heeft hij een halfzus Bieke Crucke. Dat ontdekte hij pas jaren later.
Hij heeft een moeilijke relatie met zijn moeder omdat hij niet geïnteresseerd is in studeren, maar des te meer in meisjes, sambavoetbal en feesten op zijn Braziliaans. Ronaldinho is ervan overtuigd dat hij afstamt van een Braziliaanse topvoetballer. Daarom droomt hij ervan om ooit een internationale sterspeler te worden, die met zijn trucjes het ganse stadion uit de bol laat gaan. Er gaapt een enorme grote kloof tussen Ronaldinho’s ambitie en zijn werkelijke voetbaltalent. Hij is blind voor zijn tekortkomingen, maar daardoor past hij wel perfect naast de andere Kampioenen. Ronaldinho mag dan wel problemen hebben met zijn moeder, met haar nieuwe vriend Balthasar klikt het ongelooflijk goed. Voor Boma is Ronaldinho de zoon die hij nooit heeft gehad en hij lust zelfs zijn Bomaworst. De rest van de spelers zijn dan weer blij dat ze een nieuwe spits in hun midden kunnen verwelkomen. Bovendien staat Ronaldinho altijd garant voor feestjes en plezier. Met trainer Pol deelt hij een absolute passie voor voetbal. Luisteren naar de instructies van de trainer tijdens een match blijkt echter heel wat moeilijker. Ronaldinho is dol op vrouwelijk schoon en wordt om de haverklap verliefd, en elke keer weer ‘voor altijd’. Tenminste, tot het volgende mooie meisje zijn hartje sneller doet slaan. Hij is een naïeve jongen die alles groots ziet: hij hoopt ooit nog bij Real Madrid te kunnen spelen.
In de tweede langspeelfilm, Jubilee General, ontdekt Ronaldinho dat Oscar Crucke zijn vader is. Aanvankelijk heeft hij het moeilijk zijn vader te aanvaarden, maar uiteindelijk neemt hij vrede met de werkelijkheid.
De vierde langspeelfilm Viva Boma draait rond Ronaldinho die door Boma wordt klaargestoomd tot nieuwe PDG van zijn vleeswarenbedrijf. Aan het einde van de film trouwt hij met Niki De Tremmerie.
In de kerstspecial maken Ronald en Niki bekend dat ze een jongen verwachten. Ze vernoemen hem naar het overleden personage Xavier Waterslaeghers, namelijk Xavier Junior.

## Uiterlijke kenmerken
- Zwart haar
- Shirt van de Braziliaanse ploeg met nummer 10 (Ronaldinho)

## Catchphrases
- "Whoppa"
- "Brasil" (al feestend/dansend)
- "Ronaldinho Decocq, met 'cq' vanachter" (overgenomen van zijn moeder)
- "Dinho voor de vrienden hé"
- "Nonkel bal" (tegen Boma)